# Mosquée de Roznamedži Ibrahim-effendi
La mosquée de Roznamedži Ibrahim-effendi est située en Bosnie-Herzégovine, sur le territoire de la ville de Mostar. Construite avant 1620, elle est inscrite sur la liste des monuments nationaux de Bosnie-Herzégovine.